# クォク
鴌（クォク、ほう）は、漢姓の一つ。ただし、中国国内（台湾含む）で漢字で表記される姓氏を記録にあるかぎり漢民族に限らず網羅した近年の『中国姓氏大辞典』（2010）には収録されておらず、代わって、同様に少数民族の姓氏を網羅した『中国少数民族姓氏』（2011）の「朝鮮族」の章（同書 p.399-443）に“fèng”の音で収録されている。

## 中国の姓
前述のとおり中国ではまずもって見られない姓氏であり、中国の朝鮮族においてはこの姓がみられるが、「ほとんど目にしない」と記載されている。

## 朝鮮の姓
鴌（クォク、朝: 궉）は、朝鮮人の姓の一つである。非常に人口が少なく文字も特殊な珍しい姓氏であり、1977年10月13日には光州市（現・光州広域市）の射撃大会に出場した選手らにこの苗字を持つ人物が含まれておりその希少性が新聞記事となった。
清州鴌氏の始祖は、鴌時永（궉시영クォク・シヨン）であるが、他の鴌氏の貫郷と始祖は現在としては正確にはわからない。鴌時永は、壬申倭乱の時、明の援軍として入国してきた。倭軍との戦闘で副将として功績を上げ、忠誠公の諡号を受けた。
鴌氏は人口数に比して門中の歴史が古い。朝鮮時代、宣祖・仁祖代の学者である李睟光の『芝峰類説』には「淳昌に鴌氏が暮らしているが、来歴はわからず、あるいは胡姓だともいう」と記録されており、朝鮮後期、正祖の時、李徳懋が物した『盎葉記』には、「善山に鴌氏村があるが、ソンビが多い」と明記している。これらの記述から、朝鮮王朝の宣祖代以前より鴌氏が朝鮮に居住していたことが確実である。
1930年国勢調査の際、京畿道龍仁・忠清南道保寧・青陽・礼山・天安などの地に12世帯があった。
鴌氏宗親会鴌英秀総務は「確認された宗親が300名にも達しえず、子孫に恵まれないようだ」と言いつつ、「4-5代続いての1人息子もありふれている」と言った。

### 著名な人物
- 鴌彩伊 - 清州鴌氏19代孫[7]。大韓民国国家代表として、2004年世界ローラースピードスケーティング選手権大会2冠王[4]。

### 氏族
| 氏族（地域） | 創始者                                     | 人数（2015年） |
| ------------ | ------------------------------------------ | -------------- |
| 保寧鴌氏     |                                            | 45             |
| 昌寧鴌氏     |                                            | 17             |
| 清州鴌氏     | 壬申倭乱の時、明の援軍として入国した鴌時永 | 119            |

### 人口と割合
| 年度   | 人口  | 世帯数 | 順位         | 割合（%）   |
| ------ | ----- | ------ | ------------ | ----------- |
| 1930年 | －    | 12世帯 |              |             |
| 1960年 | 62人  | －     | 258姓中216位 |             |
| 1975年 |       |        | 249姓中223位 |             |
| 1985年 | 243人 | 50世帯 | 285姓中201位 |             |
| 2000年 | 248人 | 74世帯 | 286姓中212位 | 0.0005393％ |
| 2015年 | 183人 |        |              |             |